# Julian Holloway
Julian Robert Stanley Holloway, född 24 juni 1944, död 16 februari 2025, var en amerikansk skådespelare.